# Lothar Wolf (Fußballspieler)
Lothar Wolf (* 16. September 1951) ist ein ehemaliger deutscher Fußballspieler. Für den FC Bayern Hof und die SpVgg Bayreuth bestritt er insgesamt 195 Spiele in der 2. Bundesliga, dabei erzielte der Abwehr- und Mittelfeldspieler zehn Tore.

## Sportlicher Werdegang
Wolf spielte ab den frühen 1970er Jahren für den FC Bayern Hof in der zweitklassigen Regionalliga Süd. Im aufgrund der wegen der Olympischen Sommerspiele 1972 verlängerten Sommerpause ausgetragenen DFB-Ligapokal 1972/73 gehörte er zur Mannschaft, die mit 20 Toren in sechs Spielen vor dem VfB Stuttgart, dem FC Bayern München und dem TSV 1860 München als Gruppensieger das Viertelfinale erreichte. Dabei gehörte er sowohl beim 4:1-Heimsieg über die Münchner Bayern als auch beim 5:3-Sieg über die Sechziger zu den Torschützen. Letztlich scheiterte die Mannschaft jedoch am seinerzeitigen Vizemeister FC Schalke 04, der nach einem 1:1-Remis in Bayern beim Rückspiel den Zweitligisten mit einem 7:2-Heimerfolg deklassierte.
Als Tabellenneunter der Spielzeit 1973/74 qualifizierte sich Wolf mit den Hofern für die neu gegründete 2. Bundesliga. Hier fehlten dem Klub in der Auftaktsaison als Vierter zwei Punkte auf den vom FK Pirmasens belegten zweiten Tabellenrang, der zur Teilnahme an den Aufstiegsspielen zur Bundesliga berechtigte. In den folgenden Jahren konnte die Mannschaft den Erfolg nicht bestätigen. Am Ende der Spielzeit 1977/78 verpasste die Mannschaft auf dem viertletzten Tabellenplatz liegend den Klassenerhalt.
Nach einem Jahr in der Bayernliga lief Wolf ab 1979 für die SpVgg Bayreuth in der 2. Bundesliga auf. Am Ende der Spielzeit 1980/81 qualifizierte er sich zwar mit der Mannschaft für die eingleisige 2. Bundesliga, er verabschiedete sich jedoch nach 62 Zweitligaspielen für die Bayreuther in Richtung Bayernliga. Nach einem kurzen Aufenthalt beim VfL Frohnlach spielte er später wieder für die Reserve und die Alten Herren der SpVgg Bayreuth.
Wolf baute in Bayreuth sein eigenes Unternehmen im Bereich Arbeitsschutz, Arbeitskleidung und Sicherheitsschuhe auf. Zeitweise trat er als Sponsor der SpVgg Bayreuth auf.
Sein Sohn Chris Wolf spielte später ebenfalls bei der SpVgg Bayreuth, dem TSV 1860 München, wo er in der Reservemannschaft auflief, und der SV Elversberg.